# Milan Makarić
Milan Makarić (Novi Sad, 4 de octubre de 1995) es un futbolista serbio que juega en la demarcación de delantero para el Hapoel Tel Aviv de la Liga Leumit.

## Selección nacional
Tras jugar en las categorías inferiores de la selección, finalmente hizo su debut con la selección de fútbol de Serbia en un partido amistoso contra República Dominicana que finalizó con un resultado de empate a cero.

## Clubes
| Club                            | País                 | Año       | Partidos | Goles |
| ------------------------------- | -------------------- | --------- | -------- | ----- |
| FK Proleter Novi Sad (cedido)   | Serbia               | 2014      | 10       | 0     |
| FK Vojvodina                    | Serbia               | 2014-2015 | 18       | 2     |
| FK Spartak Subotica             | Serbia               | 2015-2016 | 32       | 6     |
| OFK Bačka                       | Serbia               | 2017      | 33       | 2     |
| FK Zvijezda 09                  | Bosnia y Herzegovina | 2018      | 15       | 3     |
| OFK Bačka                       | Serbia               | 2018-2019 | 32       | 5     |
| FK Radnički Niš                 | Serbia               | 2019      | 1        | 0     |
| FK Radnik Surdulica             | Serbia               | 2019-2021 | 68       | 36    |
| AaB Fodbold                     | Dinamarca            | 2021-2023 | 41       | 11    |
| FK Radnik Surdulica (cedido)    | Serbia               | 2023      | 21       | 1     |
| F. K. Borac Banja Luka (cedido) | Bosnia y Herzegovina | 2023-2024 | 29       | 4     |
| Hapoel Tel Aviv                 | Israel               | 2024-     |          |       |

## Palmarés

### Títulos nacionales
| Título                               | Club                   | País                 | Año  |
| ------------------------------------ | ---------------------- | -------------------- | ---- |
| Liga Premier de Bosnia y Herzegovina | F. K. Borac Banja Luka | Bosnia y Herzegovina | 2024 |